# ネクトン
ネクトン (nekton) あるいは遊泳生物 (游泳生物、ゆうえいせいぶつ) は、水生生物の生活型の一つである。遊泳生物の生活様式を遊泳性と呼ぶ。

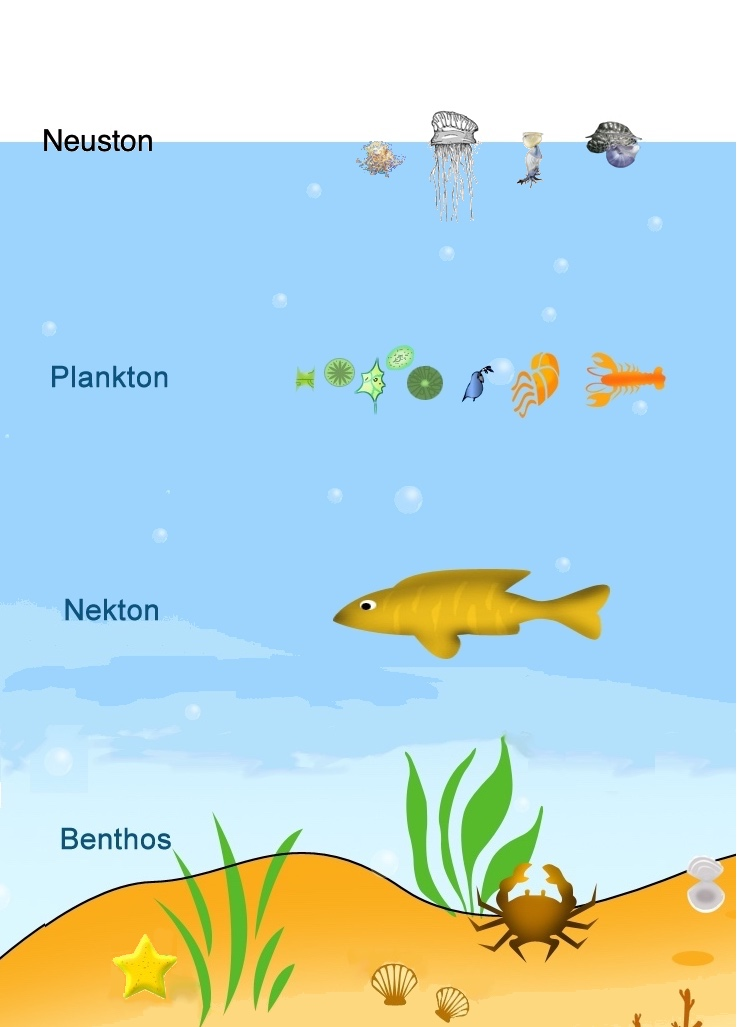
水生生物の生活型。上から水表生物(Neuston)、浮遊生物(Plankton)、遊泳生物(Nekton)、底生生物(Benthos)。

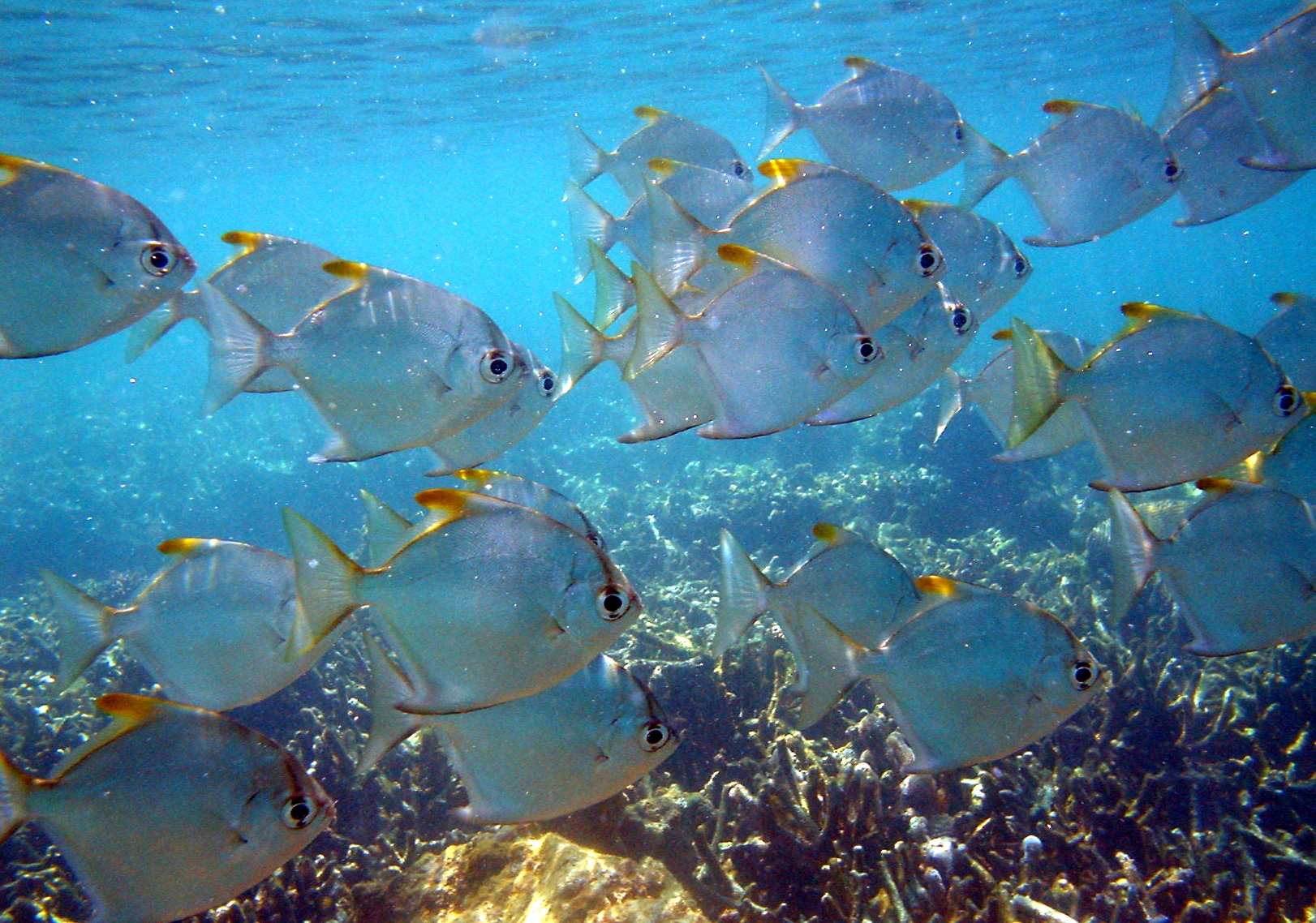
ヒメツバメウオ科 Monodactylus argenteus の群れ

## 概要
プランクトンと共に、水底にも水面にも接さず水中に住み、漂泳生物にまとめられる。漂泳生物のうち水流に逆らって遊泳できるのがネクトン、ないのがプランクトンである。対して水底に住むのはベントス、水面上に住むのはニューストンである。
魚類の大半、海獣類、頭足類の大半と一部の二枚貝、甲殻類の一部がネクトンに分類される。プランクトンやベントスと異なり、ネクトンは動物のみである。これらの一部は、成体はネクトンだが幼生の間はプランクトンとなる「一時プランクトン」である。ネクトンでも小型のものは、遊泳能力が比較的低くプランクトンに近い「マイクロネクトン」である。
タコの一部、ホタテガイ類、ヒラメ類のように、もっぱら海底に住みながら遊泳能力を持つのは、ネクトンとベントスの中間的なネクトベントスとされる。